# Suzanne Lagier
Honorine Suzanne Marie Lucie Lagier (Dunkerque, 30 novembre 1833 – Londra, 1893) è stata un'attrice teatrale e cantante lirica francese.

## Biografia
Nacque a Dunkerque nel 1833, in rue du Magasin à Poudre, ma crebbe in collegio a Parigi; suo padre era un musicista. Desiderava fare l'attrice fin da giovane e debuttò a 13 anni, nel 1846, al Théâtre des Variétés con lo spettacolo la Veuve de quinze ans, un ruolo scritto quasi su misura per lei basato un vaudeville di Pierre Adolphe Capelle.
Dopo un soggiorno a Londra fece il suo debutto vero e proprio al Palais-Royal nel 1848. In seguito passò a San Pietroburgo, per poi tornare a Parigi dove recitò al Théâtre de l'Ambigu-Comique nel 1855, al Théâtre de la Gaîté nel 1856 e infine al Théâtre de la Porte Saint-Martin nel 1859.
Nel 1865, fatto insolito per l'epoca, firmò un contratto col teatro di café-concert Eldorado, per contrastare la crescente popolarità della cantante Thérésa; la cosa ebbe abbastanza successo, e nel giro di poche settimane il pubblico la elesse a regina del café-concert e anche dell'operetta, dopo la rappresentazione di Jupiter et Léda al Bouffes-Parisiens del 1867, che aveva interpretato e di cui aveva composto anche la musica. Tuttavia la Lagier non venne apprezzata dalla critica, che continuò a preferirle Thérésa.
Continuò a cantare pur ritornando regolarmente a teatro (sia a Parigi sia a San Pietroburgo) fino al 1880, prima di sposarsi con il tenore (o baritono) Eugène Dufriche a Londra, dove morì nel 1893.

### Popolarità e critica

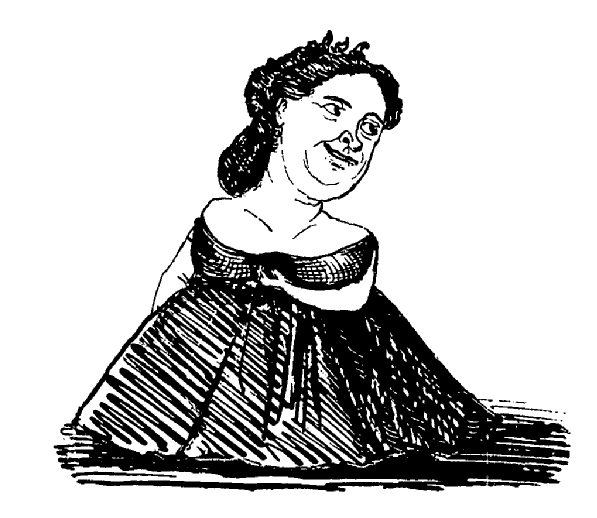
Una caricatura della Lagier, ad opera di Louis Lemercier de Neuville

La Lagier riscosse una notevole popolarità all'epoca, tanto da attirare l'attenzione dei membri del Jockey Club de Paris. Per contro, ricevette aspre critiche da Le Figaro: il collaboratore del giornale Alfred Delvau le affibbiò l'appellativo di la grasse (traducibile con "la grassona" o altri epiteti simili), mentre il direttore Nestor Roqueplan, paragonandola a Thérésa di cui sottolineò le buone capacità di dizione ed espressione, citando Delvau aggiunse che la Lagier non avrebbe mai conseguito altro che una sfacciataggine piuttosto volgare. La sua robustezza diede vita anche ad alcuni altri aneddoti; secondo uno di questi, durante la scena di un ratto in cui un attore dal fisico mingherlino non riusciva a spostarla, dal loggione del teatro si sentì consigliare di portarla via in due viaggi.
La Lagier fu inoltre oggetto di alcune caricature, fra cui una del giornale satirico La Lune raffigurante lei e Thérésa.